# Ponte di Sotra
Il Ponte di Sotra è un ponte sul Knarreviksundet, tra le città di Bergen e Fjell, in Norvegia.